# 20 brumaire
20 vendémiaire 20 frimaire
Le décadi 20 brumaire, officiellement dénommé jour de la herse, est le 50e jour de l'année du calendrier républicain. Il reste 315 jours avant la fin de l'année, 316 en cas d'année sextile.
C'était généralement le 10e jour du mois de novembre dans le calendrier grégorien.

## Événements
- An II : 10 novembre 1793
  - Dans le cadre d'une tentative de déchristianisation, décret faisant de la cathédrale Notre-Dame de Paris le Temple de la Raison[1] ; Chaumette y organise le culte de la Raison.

- An VIII : 11 novembre 1799
  - Bonaparte nomme Martin Michel Charles Gaudin au poste de ministre des Finances au lendemain même du coup d'État du 18 brumaire. Il assurera ces fonctions pendant tout le Consulat et l'Empire jusqu'au 1er avril 1814, puis à nouveau pendant les Cent-Jours, du 20 mars au 22 juin 1815.

- An XIV : 11 novembre 1805
  - Bataille de Dürenstein, indécise[2]

## Décès
- An II : 10 novembre 1793
  - Jean-Marie Roland de La Platière, économiste et homme politique français (° 18 février 1734).